# Принія мала
Принія мала (Spiloptila clamans) — вид горобцеподібних птахів родини тамікових (Cisticolidae). Мешкає в регіоні Сахелю. Це єдиний представник монотипового роду Мала принія (Spiloptila).

## Опис
Довжина птаха становить 9-10 см. Верхня частина тіла біла, охристо-рудувата, над очима світлі "брови", на тімені чорні смужки, кінчики покривних і махових пер чорні. Нижня частина тіла білувато-кремова, гузка жовтувата. У самців потилиця сіра. Хвіст довгий, східчастий, стернові пера смугасті, чорно-біло-сірі.

## Поширення і екологія
Малі принії поширені від Сенегалу, Мавританії і Західної Сахари до Судану і західної Еритреї. Під час сезону посухи вони мігрують на південь, а з початком сезону дощів повертаються на північ. Малі принії живуть в сухих саванах і сухих чагарникових заростях. Живляться комахами.